# Länna industriområde

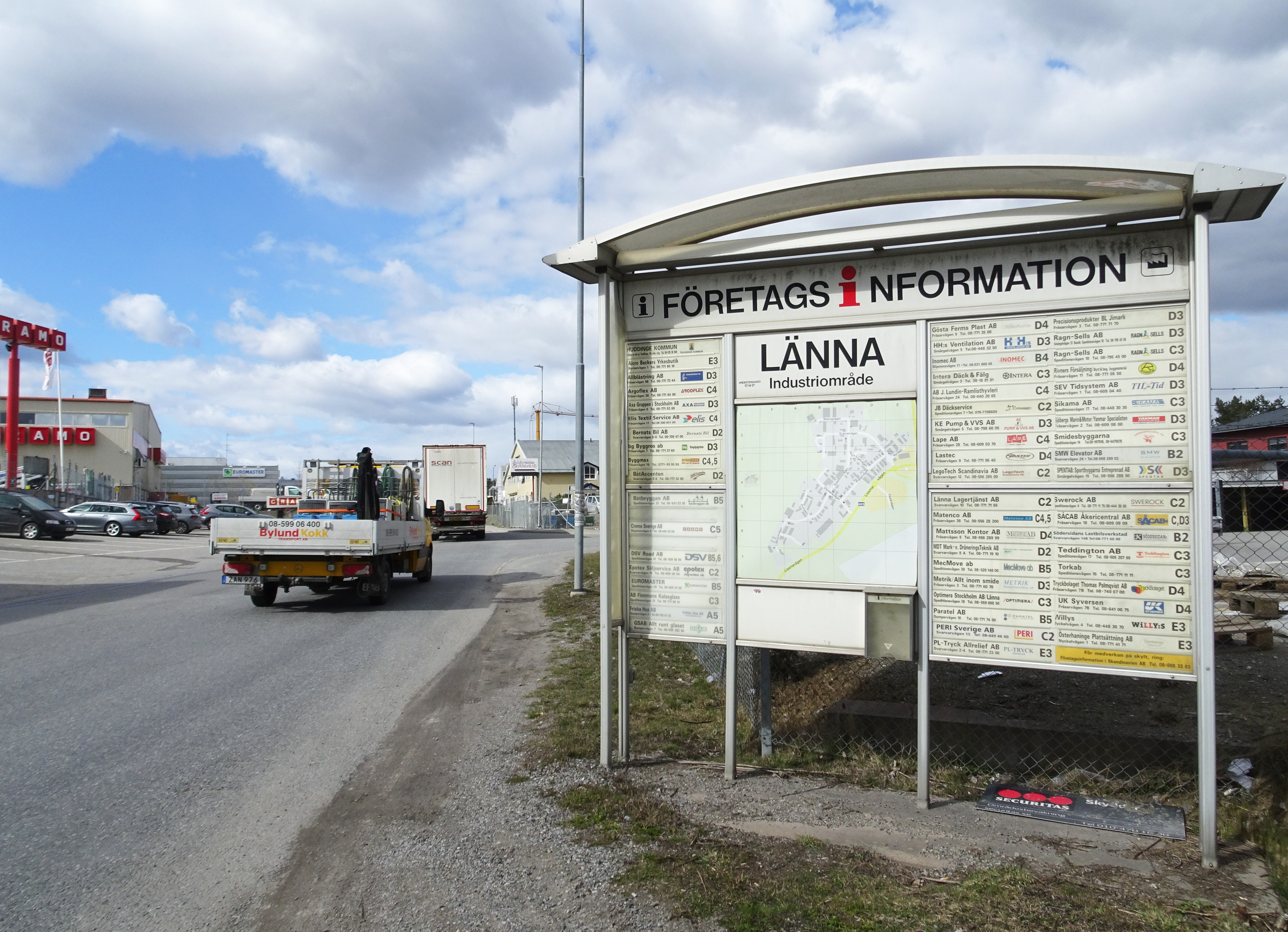
Länna industriområde, företagsinformation, april 2021.

Länna industriområde (även kallat Länna Industricenter) ligger i villa- och arbetsplatsområdet Länna i Huddinge kommun. Området är beläget väster om Nynäsvägen, av- och påfart Länna trafikplats. Området började anläggas i början av 1970-talet och har kontinuerligt utökats. Den för närvarande (2021) utbyggda delen omfattar 88 hektar vilket gör den till kommunens största industriområde. I väster gränser området till Lännaskogens naturreservat. Planer för ytterligare utökning pågår och beräknas vara klara år 2022.

## Historik

### Stadsplanen

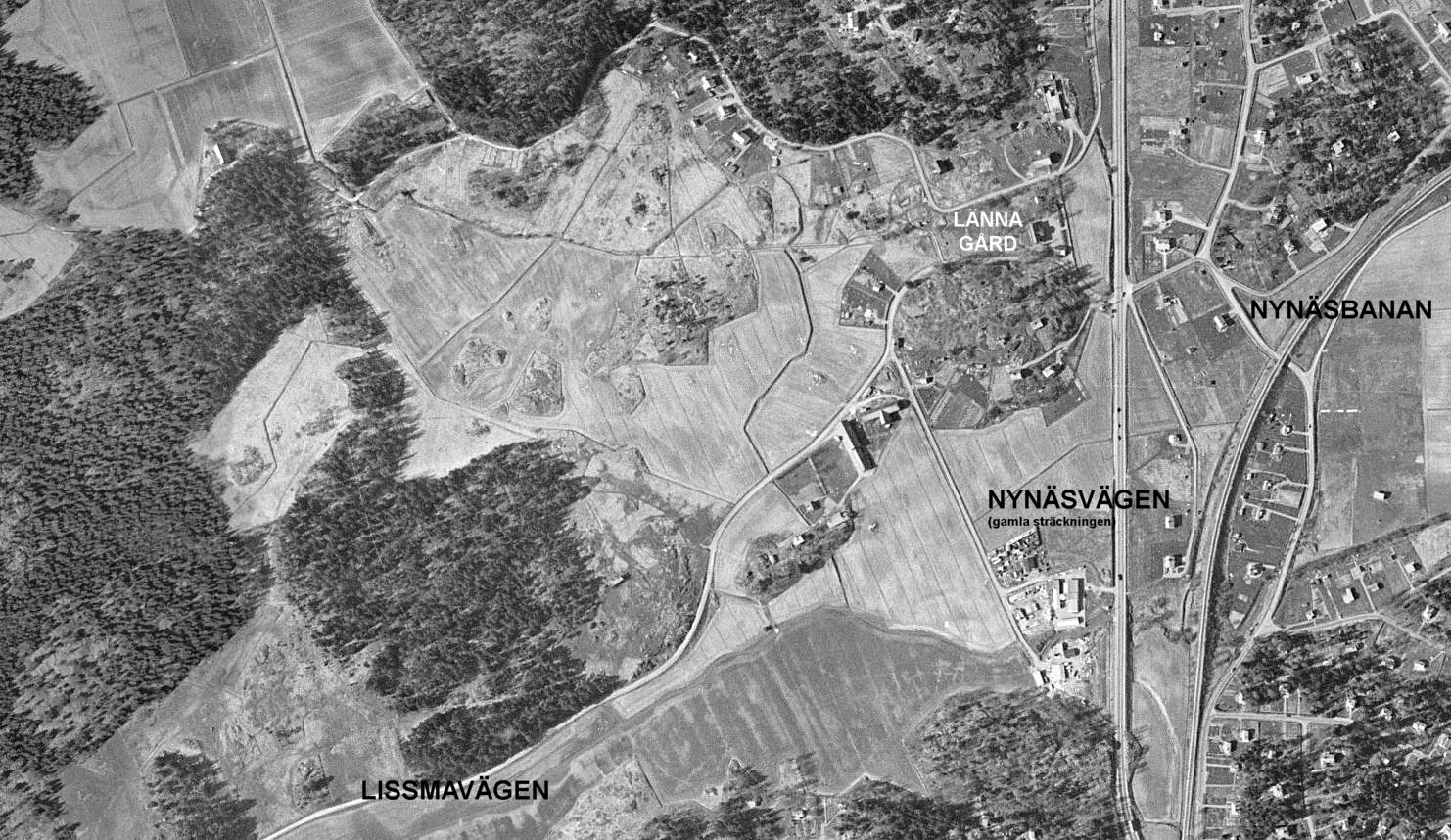
Området i mitten av 1960-talet innan det bebyggdes, till höger gamla Nynäsvägen.

Marken för Länna industriområdet exploaterades i flera etapper. En första stadsplan fastställdes i september 1965. Det dröjde till början av 1970-talet innan kommunen anlade infrastrukturen och marken började bebyggas med industrifastigheter med start i kvarteret Bandsågen. Marken ägdes till större delen av kommunen och utgjorde obebyggt skogsmark med lokala höjdpartier samt jordbruksmark som tidigare tillhört Länna gård.
Trafikanslutning säkerställdes dels från Nynäsvägen (i områdets norra del) och dels från Lissmavägen (i områdets sydvästra del). Ursprungligen fanns planer på att ansluta området via ett industrispår till Nynäsbanan. Den planen övergavs dock när Nynäsvägen fick sin nuvarande sträckning med motorvägsstandard samt på- och avfart i Länna. 
Det interna vägnätet består av en central anlagd gata, Speditionsvägen, som sträcker sig genom hela området. Parallellt och sydost om den går Fräsarvägen, tvärförbindelser utgörs av Lyftkransvägen, Slipstensvägen, Smärgelvägen och Svarvarvägen. Bland kvartersnamn märks (från söder till norr) Kranbilen, Ångmaskinen, Lyftkranen, Slipskivan, Bågsågen, Cirkelsågen, Fräsen, Svarven och Klingan.

## Verksamhet
Idag finns en lång rad verksamheter av olika storlek och omfattning inom området, varav merparten utgörs av mindre industrier bland annat bilservice, biltillbehör, tillverkningsindustri, plåt- och lackeringsfirmor. Bland större företag märks Elektroskandia, Würth, Ragn-Sells, Optimera Svenska AB, Cramo, Euromaster, Kubota, Bin-Sell och Swerock. I norra delen ligger ”Länna Park” som är en bostadsrättsförening med ett 40-tal företagslokaler. Ett liknande upplägg har ”Brf Lyftkranen # 2” på södra delen.

## Utbyggnadsplaner
Huddinge kommun arbetar för närvarande (2020) med en ny detaljplan för framtida utbyggnad av området mot norr. Kommunen kommer att bygga ut cirka 400 meter gata och bilda tre fastigheter i nordvästra delen av det planerade området. Två av dessa fastigheter är reserverade för verksamheter från Storängens industriområde då de behöver flytta när Storängen omvandlas till ett blandområde med bostäder och lätt industri. Från och med år 2022 får fastighetsägare tillträde till marken.

## Bilder

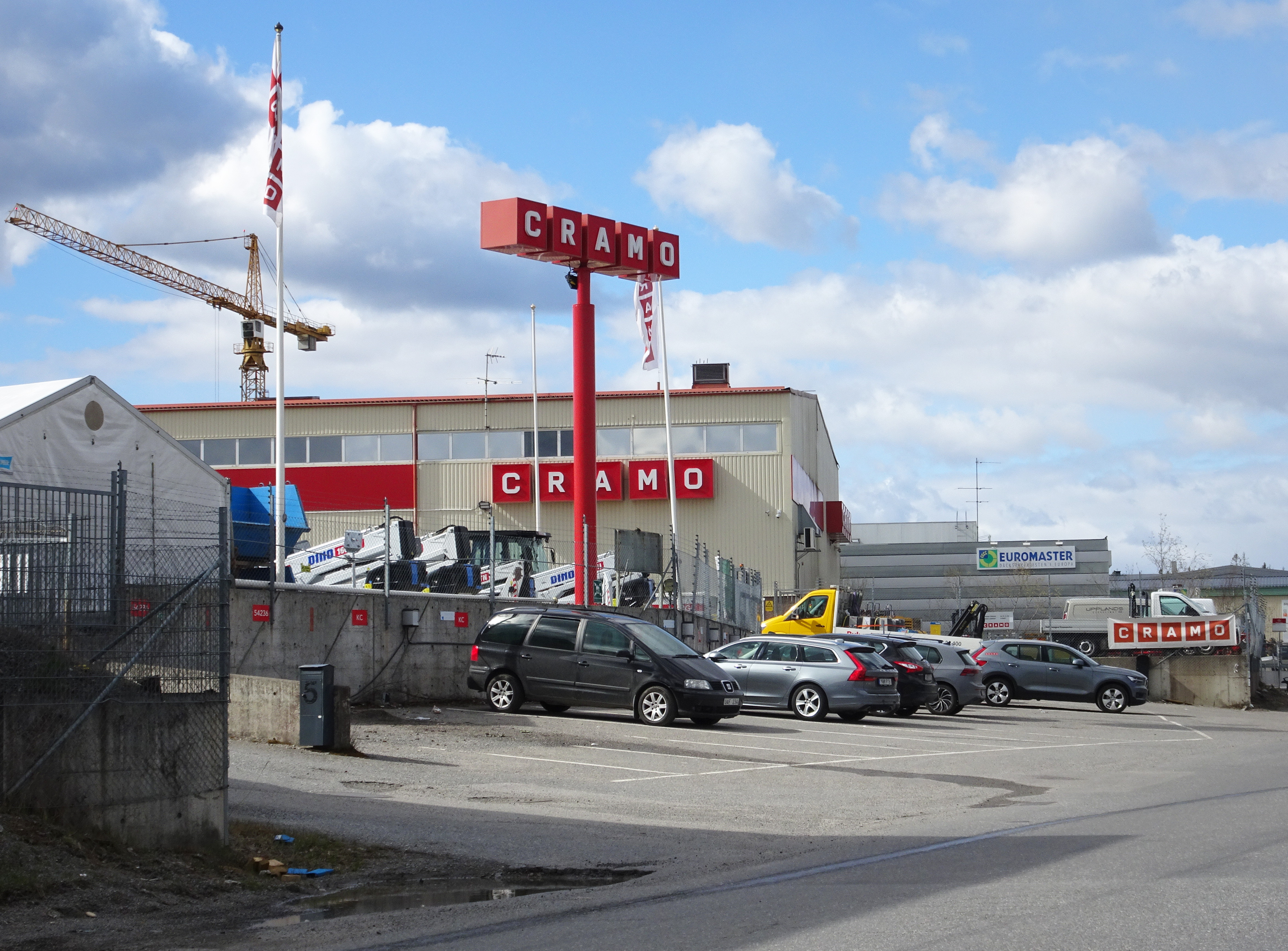
Cramo, Slipstensvägen.
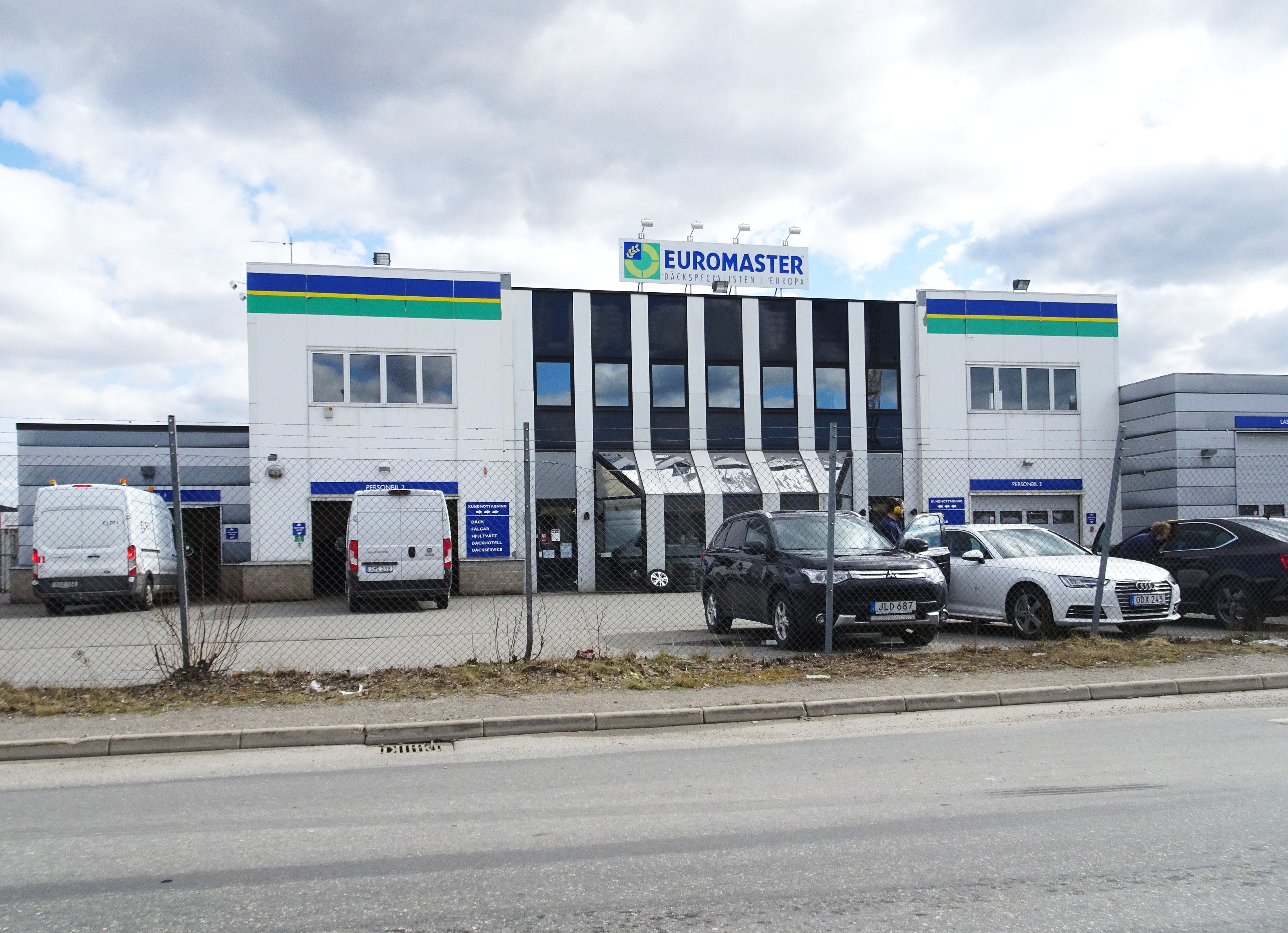
Euromaster, Speditionsvägen.
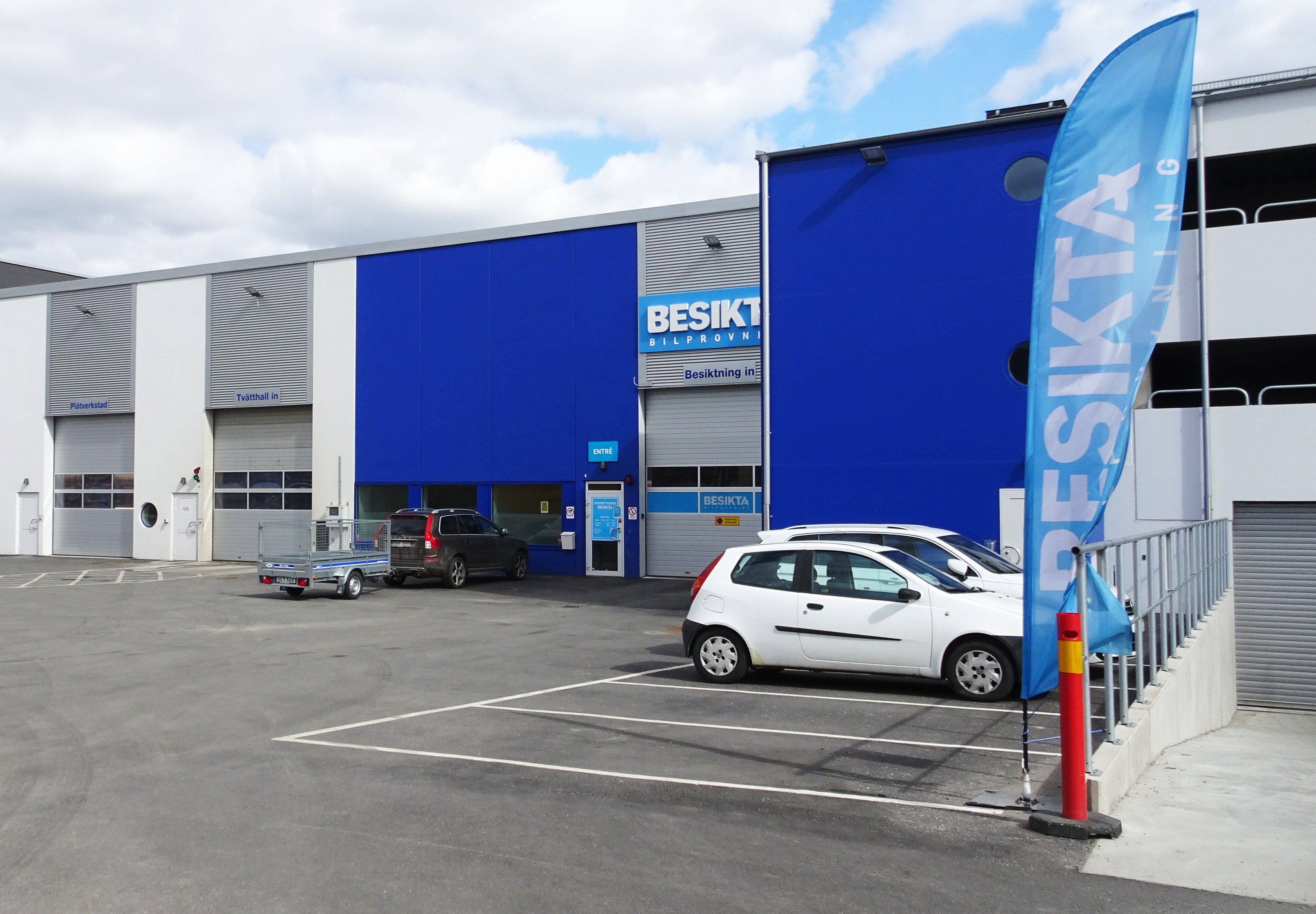
Besikta Bilprovning, Speditionsvägen.
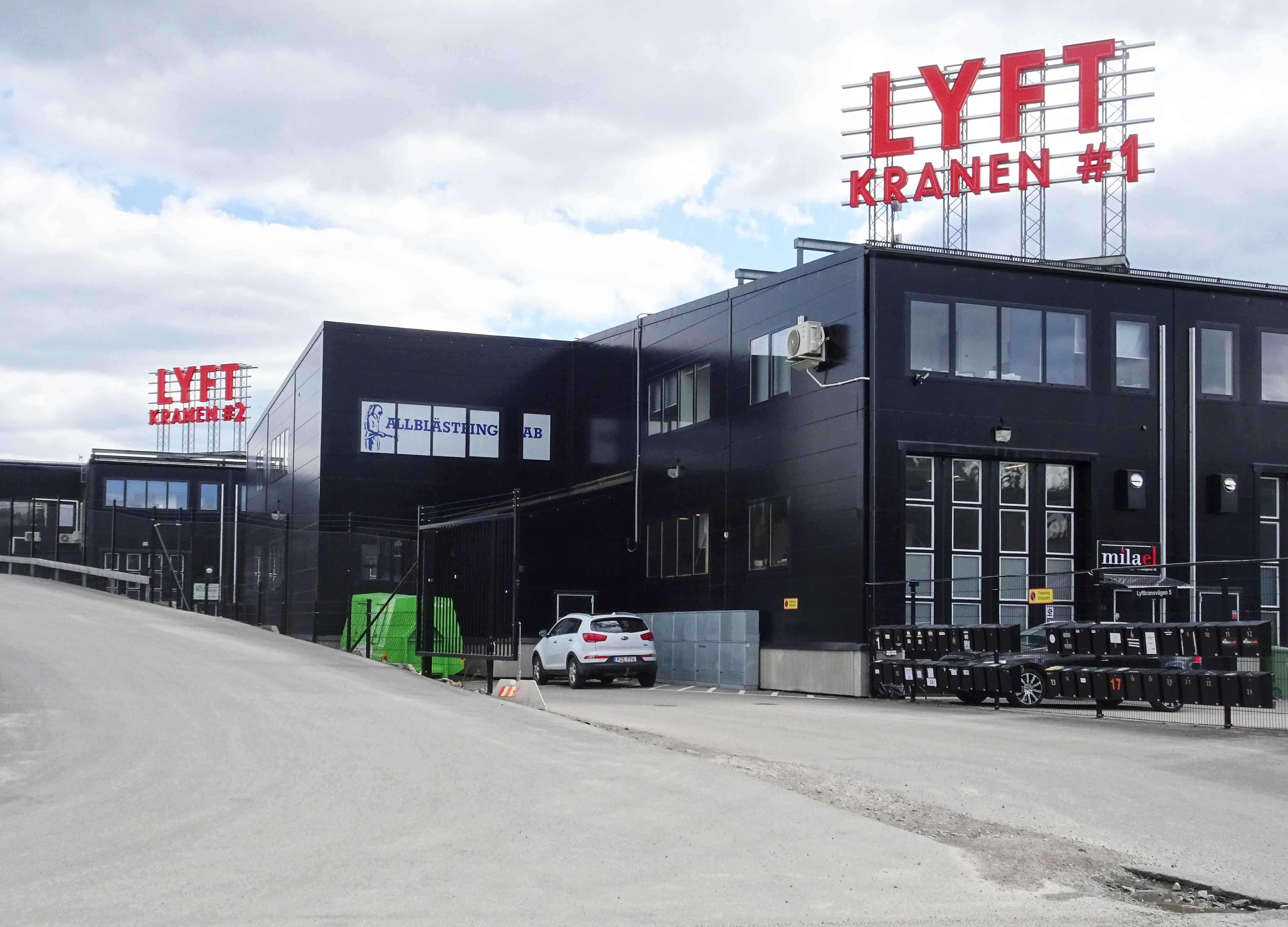
Brf Lyftkranen, Lyftkransvägen.

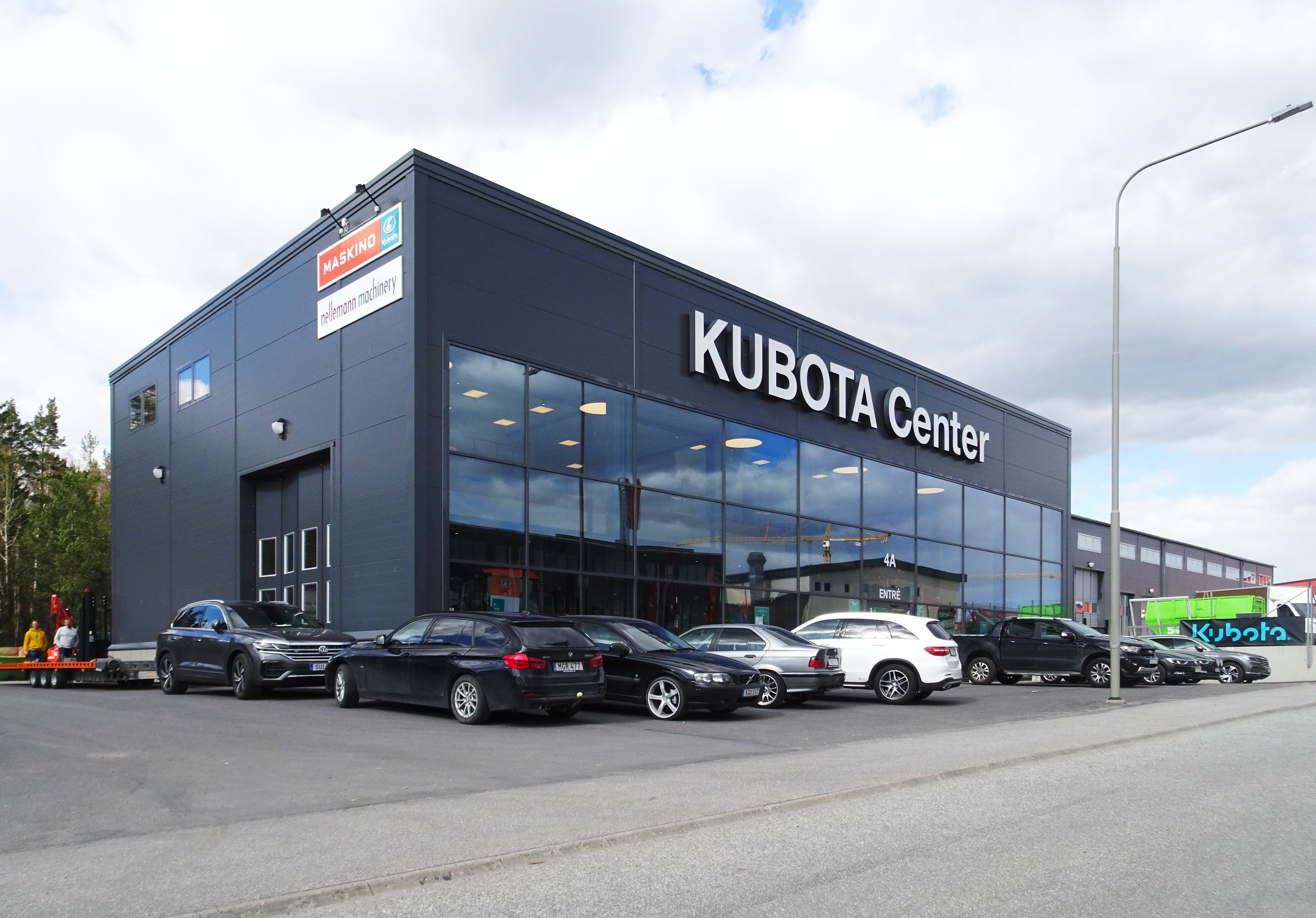
Kubota, Lyftkransvägen.
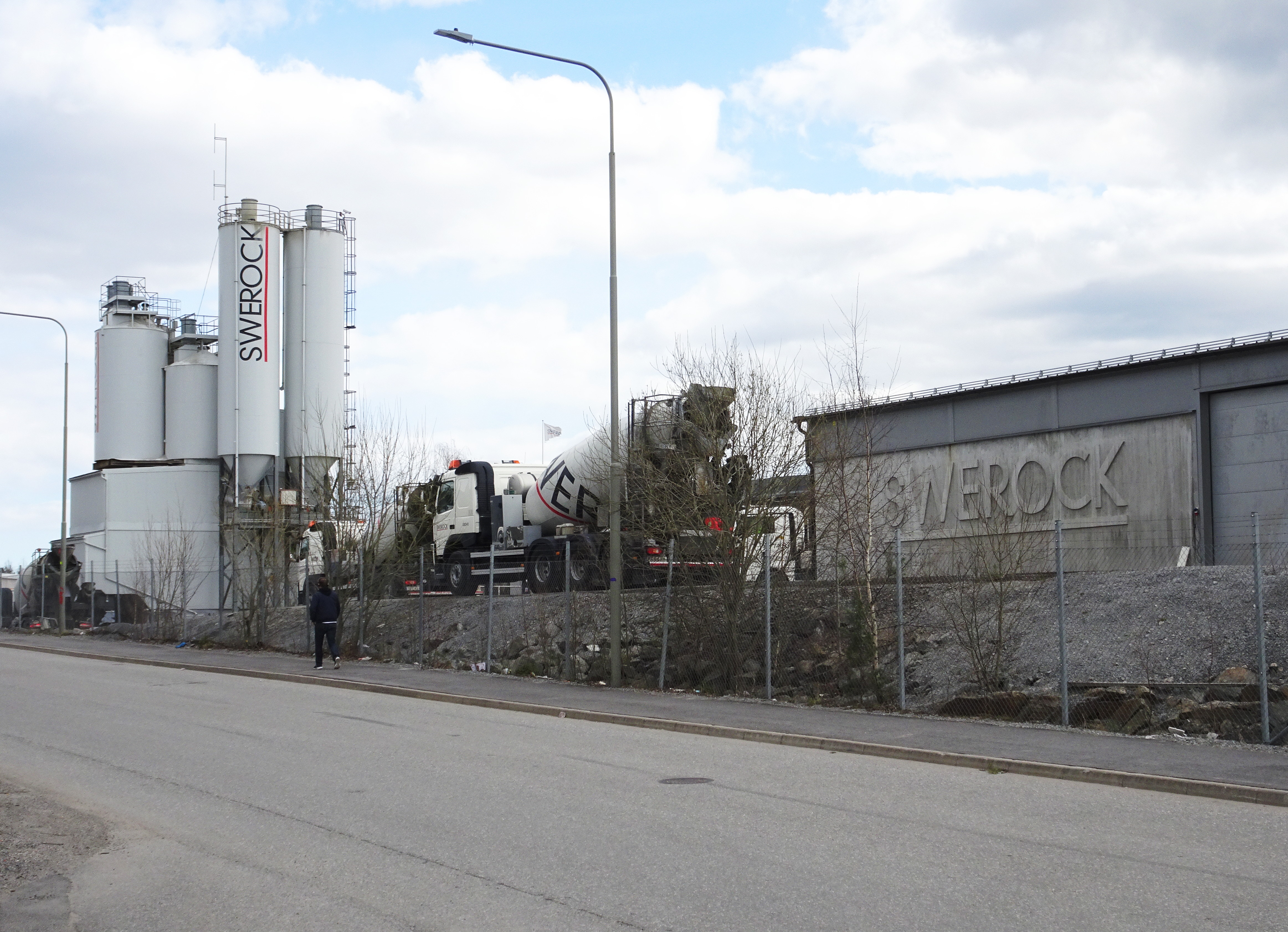
Swerock, Betongvägen.
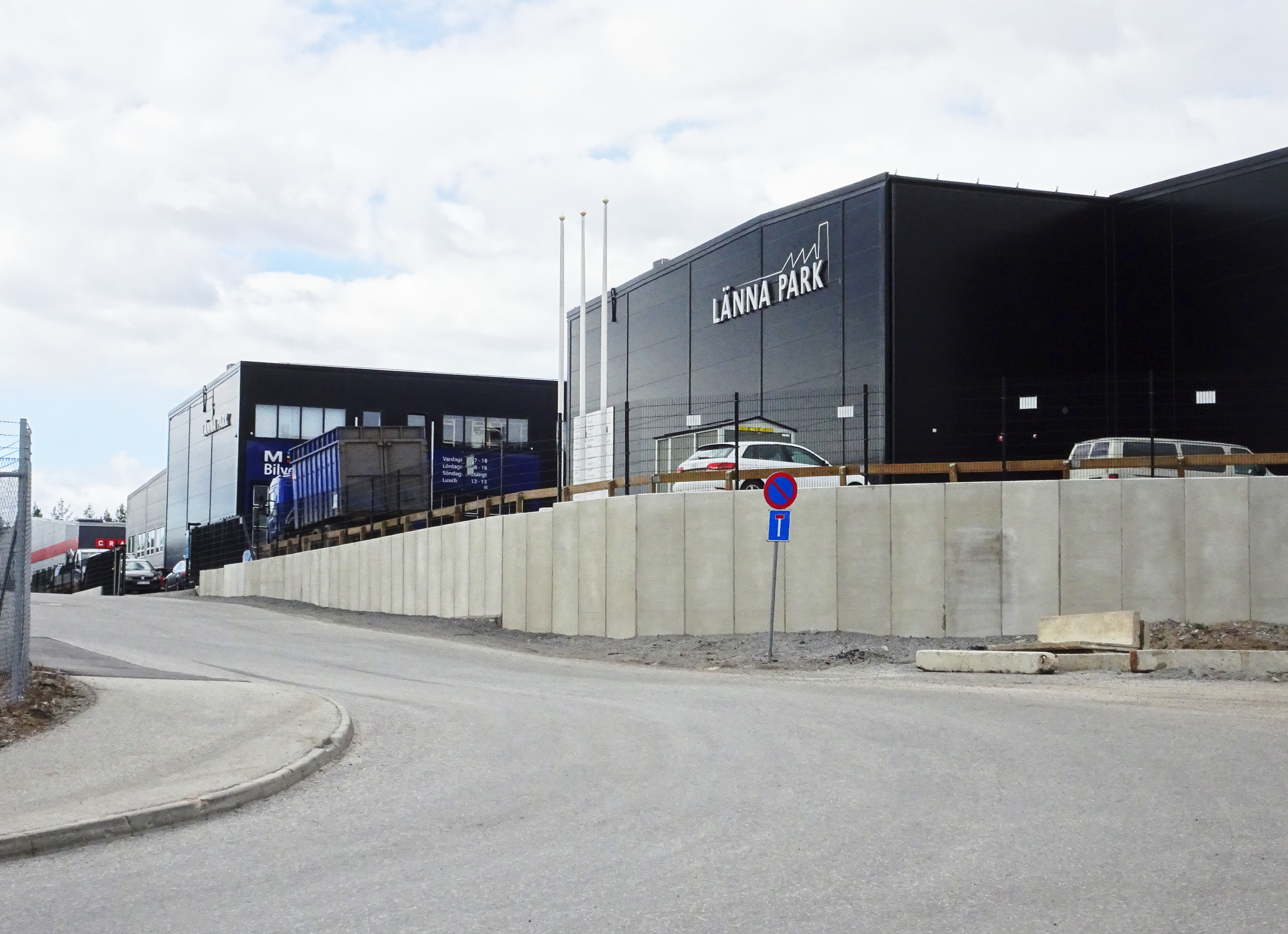
Länna Park, Betongvägen.
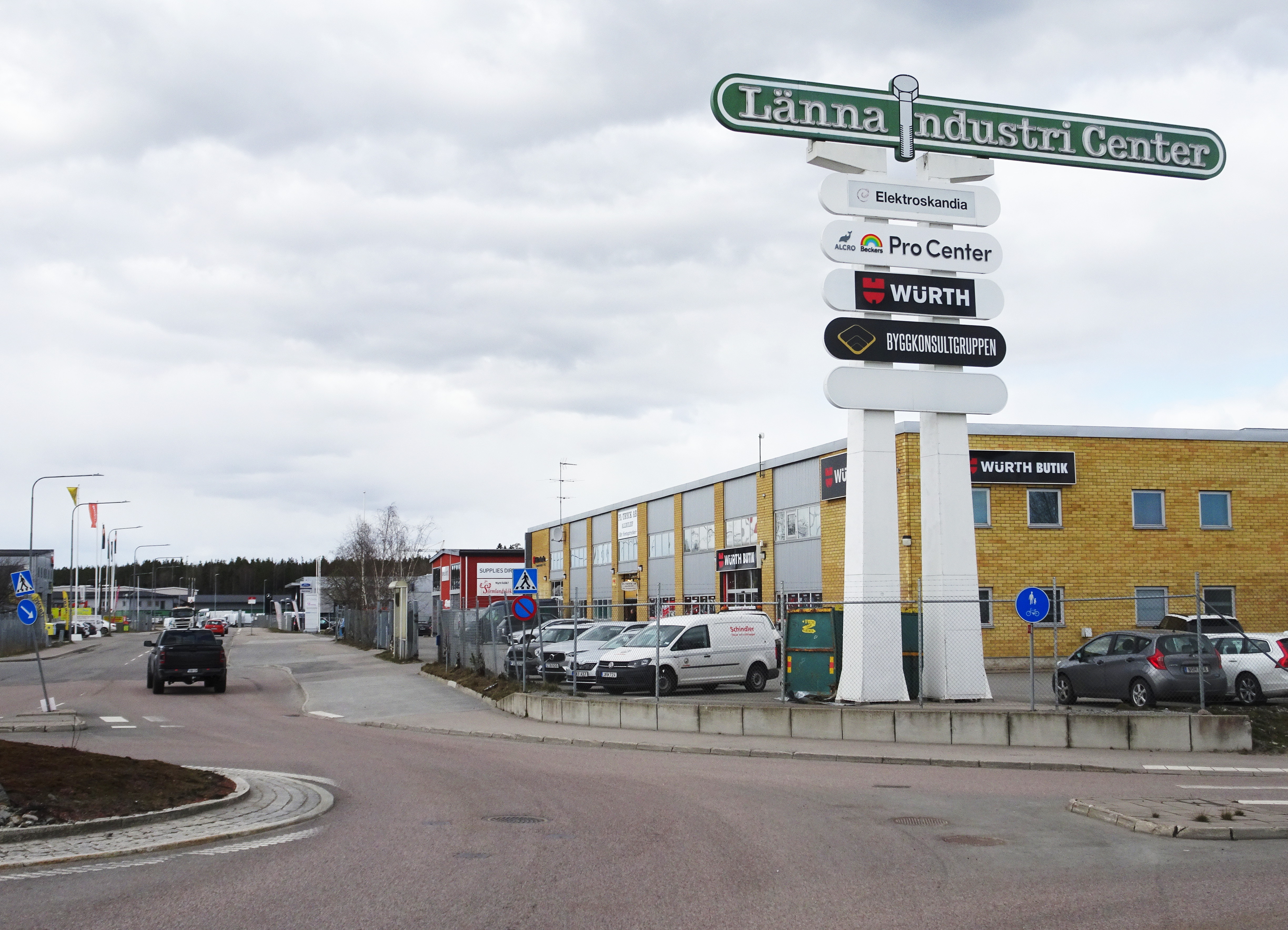
Norra infarten, Svarvarvägen.